# Dirk Weidlich
Dirk Weidlich ist ein ehemaliger deutscher American-Football-Spieler.

## Laufbahn
Weidlich spielte von 1995 bis 1999 bei den Hamburg Blue Devils. 1996 gewann er mit der Mannschaft das Endspiel um die deutsche Meisterschaft (German Bowl) sowie 1996, 1997 und 1998 den Eurobowl. Weidlich war deutscher Nationalspieler, bei der Europameisterschaft 2000 wurde er mit der Auswahl des American Football Verband Deutschlandes (AFVD) Zweiter. Der 1,97 Meter große und während seiner Spielerlaufbahn 155 Kilogramm wiegende Weidlich wurde bei den Blue Devils in Abwehr und Angriff eingesetzt, die Hamburger Morgenpost beschrieb ihn 1997 als „Mann für alle Fälle“.
Als Trainer gehörte er zum Stab der Hamburg Pioneers.